# Ercheia latistriga
Ercheia latistriga là một loài bướm đêm trong họ Noctuidae.